# Stefano Mucciarelli
Stefano Mucciarelli (Borgo San Sepolcro, XIV secolo – Cracovia, 1424) è stato un cardinale italiano.

## Biografia
Nacque a Borgo San Sepolcro nel XIV secolo. Divenne priore generale dei Servi di Maria.
Papa Martino V lo elevò al rango di cardinale in pectore nel concistoro del 1424, ma Mucciarelli morì lo stesso anno a Cracovia, poco tempo dopo. Il suo nome fu rivelato postumo nel concistoro del 16 marzo 1425.